# Nou Partit (Letònia)
Nou Partit (en letó:Jaunā Partija, JP) va ser un partit polític centrista de Letònia de Letònia.
Fundat pel compositor Raimonds Pauls, el partit va guanyar vuit escons en el Saeima a les eleccions de 1998. Després de les eleccions, el Nou Partit va entrar en un govern de minoria amb els partits Via Letona i Per la Pàtria i la Llibertat/LNNK.
A l'elecció presidencial de juny 1999, el partit va nominar a Pauls per a la presidència, i va aconseguir ser el primer després de cinc votacions, però va retirar la seva candidatura, ja que encara no va assolir més d'un terç dels vots. El partit es va retirar de la coalició de govern al mes següent, quan va ser substituït pel Partit Popular sota el nou primer ministre Andris Šķēle. Al maig de 2000, va entrar a la coalició governant de centredreta. Tanmateix, Pauls va deixar el partit per passar a ser un diputat independent a l'agost de 2000, que va portar la seva influència al declivi. El partit dissolt després de la partida de Pauls, amb un terç dels seus diputats es van unir al nou Partit Letònia Primer.

## Resultats electorals
| Any  | Vots   | %    | Escons  | +/- |
| ---- | ------ | ---- | ------- | --- |
| 1998 | 70,214 | 7.35 | 8 / 100 | Nou |